# Stefanie Böhler
Stefanie Böhler, född 27 februari 1981 i Bad Säckingen i Baden-Württemberg i Västtyskland, är en tysk längdskidåkare.
Böhler har tre stafettmedaljer; från OS 2006 och från VM 2007 och OS 2014.